# 34786 Odeh
34786 Odeh este o planetă minoră (asteroid), cu un diametru de 4,286 km, din centura de asteroizi. A fost descoperită pe 11 septembrie 2001 la Stația Anderson Mesa de Lowell Observatory Near-Earth-Object Search. 
Obiectul prezintă o orbită caracterizată de o semiaxă mare de 2,934884 UAi, o excentricitate de 0,01, o înclinație de 0,98014 ° în raport cu ecliptica.